# Achnaha
Achnaha (gael. Achadh na h-Àtha) – wieś na półwyspie Ardnamurchan, w Szkocji, w jednostce administracyjnej Highland. 

## Opis

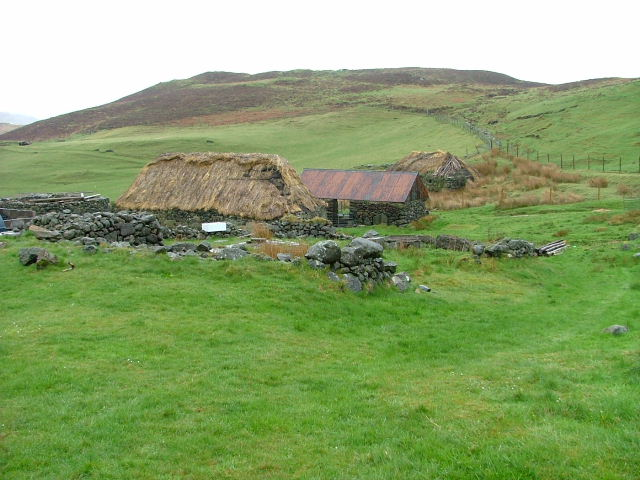
Stary dom w Achnaha

Wioska Achnaha znajduje się 3 mile (5 km) na północ od Kilchoan i 2 mile (3 km) na wschód od Point of Ardnamurchan. Ta niewielka osada usytuowana jest na płaskiej równinie otoczonej pierścieniem wzgórz, w centrum krateru nieaktywnego wulkanu. Zastygła magma, ukształtowała ten teren sześćdziesiąt milionów lat temu, utworzyła również Cuillin Hills w Skye i Rùm, jednak w okolicach Achnaha krater jest najbardziej widocznym wskaźnikiem przeszłej aktywności wulkanicznej. 

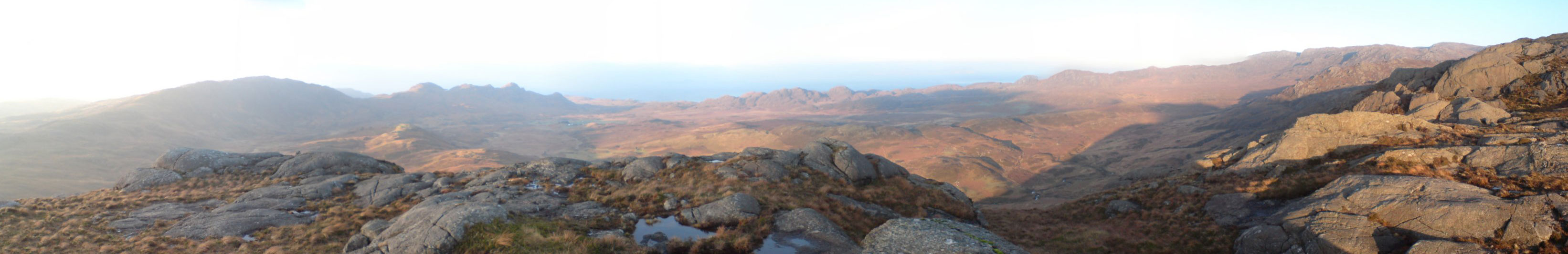
Achnaha z widokiem krateru wulkanicznego